# Le Sexe féminin, une fatalité ?
 (mars 2025).
Motif : pas de sources secondaires centrées
- Archive Wikiwix
- Bing
- Cairn
- DuckDuckGo
- E. Universalis
- Gallica
- Google
- G. Books
- G. News
- G. Scholar
- Persée
- Qwant
- (zh) Baidu
- (ru) Yandex

| 1. | Préciser le motif de la pose du bandeau. | Précisez le motif de la pose du bandeau en utilisant la syntaxe suivante : {{admissibilité à vérifier\|date=mars 2025\|motif=remplacez ce texte par le motif}}                                       |
| 2. | Informer les utilisateurs concernés.     | Pensez à avertir le créateur de l'article, par exemple, en insérant le code ci-dessous sur sa page de discussion : {{subst:avertissement admissibilité à vérifier\|Le Sexe féminin, une fatalité ?}} |

Le Sexe féminin, une fatalité ? est un roman  de l'auteure tchadienne Sobdibe Kemaye publié en 2018 aux Éditions Toumai.

## Résumé
Le roman raconte l'histoire d'une femme qui est dominée par son mari. Elle explique les préjugés et le patriarcat qui empêchent l'émancipation des femmes africaines en général et les femmes tchadiennes en  particulier. Son œuvre met aussi en avant la force et la capacité de la femme à surmonter les obstacles,,.